# Hervé Sogne
Hervé Sogne ist ein französischer Schauspieler und Synchronsprecher.

## Leben
Sogne debütierte 1995 im Fernsehfilm The Way to Dusty Death. Es folgten 1997 Rollen in den Filmen Jack Higgins – Die Krieger, American Werewolf in Paris, Marthe und Black Dju. Er übernahm 1999 eine Nebenrolle als Krankenwagenfahrer im Film Eine pornografische Beziehung. In den nächsten Jahren konnte er sich als Fernseh- und Filmschauspieler in französischen aber auch belgischen und luxemburgischen Produktionen etablieren. 2008 übernahm er eine Rolle in der Jean-Claude Van Damme-Biografie JCVD. 2013 hatte er eine Nebenrolle in Streng, 2019 war er in Wir beide in der Rolle des M. Brémond zu sehen.

## Filmografie

### Schauspieler
- 1995: The Way to Dusty Death (Fernsehfilm)
- 1997: Jack Higgins – Die Krieger (Midnight Man) (Fernsehfilm)
- 1997: American Werewolf in Paris (An American Werewolf in Paris)
- 1997: Marthe
- 1997: Black Dju
- 1998: Docteur Sylvestre (Fernsehserie, Episode 4x03)
- 1999: Une femme d’honneur (Fernsehserie, Episode 2x04)
- 1999: Eine pornografische Beziehung (Une liaison pornographique)
- 2000: Falling Through
- 2001: Le chien vert (Kurzfilm)
- 2002: Petites misères
- 2002: Un honnête commerçant
- 2003: Le club des chômeurs
- 2004: Europäische Visionen
- 2004: Victoire
- 2005: St. Tropez (Fernsehserie, Episode 10x30)
- 2008: JCVD
- 2008: Vampire Party – Freiblut für alle! (Les dents de la nuit)
- 2009: Réfractaire
- 2009: La régate
- 2009: Blackout (Fernsehfilm)
- 2009: Verso
- 2010: Nous trois
- 2010: Trouble No More
- 2010: La très excellente et divertissante histoire de François Rabelais (Fernsehfilm)
- 2011: Auf Grund gelaufen (Valparaiso) (Fernsehfilm)
- 2011: Sleepless Night – Nacht der Vergeltung (Nuit Blanche)
- 2011: De force
- 2012: La clinique de l’amour!
- 2012: Allez, Eddy!
- 2012: Doudege Wénkel
- 2012: La traversée
- 2012: Un flic (Fernsehserie, Episode 6x02)
- 2013: Streng (Une histoire d’amour)
- 2013: R.I.S. Police scientifique (Fernsehserie, Episode 8x04)
- 2013: 22:22 (Kurzfilm)
- 2013: Die Möbius-Affäre (Möbius)
- 2014: 137 Karat – Ein fast perfekter Coup (Le dernier diamant)
- 2014: Das große Geheimnis (Oorlogsgeheimen)
- 2014: L’affaire SK1
- 2014: Spin – Paris im Schatten der Macht (Les hommes de l’ombre) (Fernsehserie, Episode 8x04)
- 2014: L’enquête
- 2015: Das brandneue Testament (Le tout nouveau Testament)
- 2015: La volante
- 2016: Fannys Reise (Le voyage de Fanny)
- 2016: Noces
- 2016: Ein Chanson für Dich (Souvenir)
- 2017: Son (Kurzfilm)
- 2017: Leichen unter brennender Sonne (Laissez bronzer les cadavres)
- 2017: Fauves
- 2018: Justice Dot Net
- 2018: Krieg der Träume (Clash of Futures) (Mini-Serie, Episode 1x01)
- 2019: Meurtres à... (Fernsehserie)
- 2019: Article 19-42 (Kurzfilm)
- 2019: Portraitist (Kurzfilm)
- 2019: Wir beide (Deux)
- 2020: L’ennemi
- 2020: Disparition inquiétante (Mini-Serie, Episode 1x03)
- 2020: Ohne Grenzen (Cellule de crise) (Fernsehserie, 4 Episoden)
- 2021: Le chemin du bonheur

### Synchronsprecher
- 2018: Funan (Zeichentrickfilm)